# Juan Mendez
Juan Jose Mendez (Phoenix, Arizona, 18 de maio de 1985) é um político e estado representante americano do Arizona. Ele é um membro do Partido Democrata.

## Biografia
Mendez participaram Tolleson Union High School, e recebeu um grau de associado a partir de Phoenix College. Mais tarde, ele recebeu um diploma de bacharel da Arizona State University, graduando em ciência política. Mendez descreve Cesar Chavez como a figura política do Arizona que ele mais admira.

### Carreira política
Mendez foi eleito para a Câmara dos Representantes Arizona em 2012. Ele atua no Comitê de Seguros e Comissão de Aposentadoria e da Reforma e Serviços Humanos.